# Shinji Tominari
Shinji Tominari (冨成 慎司 Tominari Shinji?, nacido el 22 de febrero de 1987 en Gifu) es un futbolista japonés que se desempeña como defensa.

## Trayectoria

### Clubes
| Club                | País  | Año         |
| ------------------- | ----- | ----------- |
| FC Gifu             | Japón | 2009 - 2011 |
| Fujieda MYFC        | Japón | 2012 - 2013 |
| Kagoshima United FC | Japón | 2014 -      |

## Estadística de carrera

### J. League
| Club                | Año   | J. League | J. League | Copa J. League | Copa J. League | Total | Total |
| Club                | Año   | Part.     | Goles     | Part.          | Goles          | Part. | Goles |
| ------------------- | ----- | --------- | --------- | -------------- | -------------- | ----- | ----- |
| FC Gifu             | 2009  | 44        | 3         | -              | -              | 44    | 3     |
| FC Gifu             | 2010  | 14        | 0         | -              | -              | 14    | 0     |
| FC Gifu             | 2011  | 1         | 0         | -              | -              | 1     | 0     |
| Kagoshima United FC | 2016  | 30        | 1         | -              | -              | 30    | 1     |
| Kagoshima United FC | 2017  | 9         | 1         | -              | -              | 9     | 1     |
| Total               | Total | 98        | 5         | 0              | 0              | 98    | 5     |